# Stín nad Innsmouthem
Stín nad Innsmouthem (anglicky The Shadow over Innsmouth) je hororová povídka od amerického spisovatele Howarda Phillipse Lovecrafta. Povídka byla vydána nejprve samostatně v roce 1936 v nakladatelství Visionary Publishing Company a následně několikrát v povídkových souborech. Příběh je součástí autorova širšího mýtu Cthulhu a vypráví o téměř opuštěném a izolovaném městě Innsmouth v Massachusetts, ke kterému se vážou temná a nadpřirozená tajemství. Hlavní hrdina, jehož jméno v příběhu není prozrazeno, postupně odhaluje záhadná tajemství minulosti města i jeho děsivou přítomnost. Příběh vyvrcholí odhalením šokujícího tajemství o vypravěčově vlastním původu. Stín nad Innsmouthem je známý svou atmosférickou a tísnivou náladou, která je pro Lovecraftovu tvorbu charakteristická.

## Děj
Děj příběhu, který hlavní hrdina zpětně vypráví, se odehrává roku 1927. Při svých cestách se od pokladníka v Arkhamu dozvídá o izolovaném přístavním městě Innsmouth. Lidé z okolních měst se toho místa bojí. Obyvatelé Innsmouthu jsou velice podivní a odpudivý a nemají rádi cizince. Navíc se okolo města dějí zvláštní věci, ztrácejí se zde cizinci a v hotelu se ozývají hlasy z prázdných pokojů. Rozhodne se tam tedy hned druhý den ráno vydat autobusem. Večer se snaží zjistit o městě co nejvíce. Zavítá do knihovny a do historické společnosti, kde získává informace o zvláštních exotických špercích neurčitě spojených s Innsmouthem, včetně tiáry s reliéfy rybo-žabích příšer.
Druhý den ráno se vydává na cestu. Řidič autobusu mu není na první pohled sympatický a samo město kromě opuštěnosti působí dojmem rozpadu a hniloby. Těsně před zastavením autobusu si všimne prvního člověka v jinak tichém městě, jak probíhá okolo zvláštní krypty. Jedná se o pastora, který má na sobě tiáru jakou viděl den předtím. Od prodavače potravin náhodou zjišťuje, že se jedná o Dagonův řád, zvláštní církev, od které se ostatní sbory distancovaly. Členové se účastní zvláštních obřadů a jsou na nich vidět známky určitých proměn. Mají také divné svátky, a to 30. dubna a 31. října. Dozvídá se také o Zadoku Allenovi, jediném starším občanovi, který je za stavu opilosti ochotný mluvit s cizinci, což místní nevidí rádi. Koupí tedy láhev whisky a zavede ho na místo, kde je nikdo neuvidí mluvit. Po nějakém čase Allena rozmluví a vyslechne si příběh.
Před časem žil ve městě kapitán Obed Marsh, který obchodoval s loděmi na moři, kde se dozvěděl o náboženstvích v dalekých krajích. Obyvatelům Innsmouthu pak vyprávěl, jak tito bohové opravdu vyslyší jejich modlitby a přinesou dobrý rybolov. Na ostrovech, které s posádkou objevil, lidé nosili šperky s vyobrazením rybo-žabích příšer. Zároveň se vytráceli hezcí mladí lidé, obyvatelé totiž uzavřeli obchod s tvory žijícími pod mořem. Dvakrát ročně, 30. dubna a 31. října, tvorům obětovali určitý počet mladých lidí, a za to jim oni naháněli ryby z celého moře k jejich břehům. Nakonec se s tvory začali i pářit. Z toho spojení se rodily nesmrtelné děti, které zpočátku vypadaly jako normální lidé, ale jak stárly, více se podobaly tvorům z moře, až nakonec uslyšely volání a vrátily se do vody, kde se k tvorům připojily. Obed začal s jejich šperky obchodovat. Od náčelníka kmenu se naučil některé jejich praktiky a obřady a dostal od něj něco na přivolání tvorů ke svému městu. Netrvalo dlouho a Obed na svou stranu přiklonil některé obyvatele města. Za noci jezdili k Ďáblovu útesu za městem, opěvovali tvory a přinášeli jim oběti. Za to byli uvrženi do vězení. Když však tvorové delší dobu nic neobdrželi, vyšli nad hladinu a vyplenili město. Obed se poté ujal vedení. Nakázal zbylým občanům, aby u sebe tvory ubytovali a také, aby se s nimi pářili. Najednou však Zadok přestane vyprávět, je si jist, že byli viděni a poradí vypravěči, aby co nejrychleji utekl z města.
Vypravěč Zadokovi nevěří a je mu ho líto, i když se nemůže zbavit zvláštního pocitu. Když se ale vrací do města, lidé se na něj dívají a šeptají si. Po příjezdu autobusu zjišťuje, že se porouchal motor a bude zde muset strávit noc. Ubytuje se tedy v jediném hotelu. Když se snaží usnout, slyší na chodbě kroky a praskání a pochopí, že se někdo pokouší odemknout jeho pokoj. Vypravěč, pohnutý Zadokovým vyprávěním, se rozhodne pro útěk oknem na střechu, což se mu podaří těsně před tím, než se mu neznámé bytosti dostanou do pokoje. Při útěku ulicemi zjišťuje, že ho hledá celé město a má odříznuté všechny cesty ven. Kromě obyvatel města ho hledají i hejna tvorů nořících se z moře. Zkusí utéct přes opuštěné koleje, které se ukážou být nestřežené. Celou dobu se musí krčit a schovávat. V místech, kde se koleje kříží se silnicí se musí ukrýt a vidí žabo-rybí stvoření s nemrkajícíma očima a žábrami, která jsou tak odporná, až si sám myslí, že má halucinace a omdlí. Probudí se druhý den a dostane se do Arkhamu, kde o své zkušenosti poví policii, která v následujících měsících událost prověřuje a zjišťuje strašidelnou pravdu.
Než však opustí Arkham, pustí se alespoň do pátrání po svých předcích. Pozdější výzkum ho zavede k příbuzným do Clevelandu. Jeho strýc, který absolvoval dost podobnou cestu jako sám vypravěč spáchal sebevraždu a jeho babička poté zmizela. Z fotografií zjišťuje, že vzezření obou dvou se až nápadně podobá tomu Innsmoutských obyvatel.
Druhý strýc mu ukáže rodinné exotické šperky. Zjišťuje, že jeho prababička byla z rodu Marshů a pravděpodobně to byla dcera kapitána Obeda. I přes snahu na tento fakt zapomenout, se mu začnou zdát sny. V jednom z nich ho navštíví jeho zmizelá babička a volá ho do podvodního království. Řekl jí o něm jeho strýc, který ho ale odmítl a vzal si život. Království je určené i pro něj a nyní je čas, aby se vrátil. Jednoho dne spolu se svými povstane a vzdá holt velkému Cthulhu. Ráno zjišťuje, že se už úplně podobá občanům z Innsmouthu. Jako jeho strýc si i on koupil pistoli, ale už nemá v plánu ji použít. Naopak, hodlá doplavat k Ďáblovu útesu a připojit se ke svým.

## Postavy
Vypravěč je mladý muž, jehož jméno není v díle zmíněno, nicméně z Lovecraftových poznámek víme, že se jmenoval Robert Olmstead. Je to mladý intelektuál, který má zájem o historii a záhady. Je velice racionální a nevěří, že se vše nedá logicky vysvětlit. Snaží se odhalit pravdu o městě i za cenu vlastního bezpečí. Po návratu zjistí, že má rodinné vazby na Innsmouth, trpí nočními můrami a začne se fyzicky i psychicky proměňovat. Nakonec se rozhodne vyslyšet volání hlubin a připojit se k tvorům pod mořem.
Obyvatelé Innsmouthu mají mystický původ. Jejich předkové uzavřeli smlouvu s podmořskými bytostmi, takzvanými Nevyzpytatelnými. Jsou u nich patrné specifické fyzické rysy, které jsou často popisovány jako odpudivé. Mají velké vypoulené oči, které nikdy nemrkají a jejich kůže je vlhká, nazelenalá a někdy pokrytá šupinami. Starší obyvatelé procházejí úplnou transformací až vypadají úplně jako žabo-rybí bytosti a odchází do moře. Mají podivnou poskakující a kolébavou chůzi a často se hrbí, což dodává na bizarnosti vzhledu. Bývají nepřátelští vůči cizincům, izolují se od okolního světa, uzavírají se do sebe a trpí alkoholismem. Jejich řeč je často popisována jako zvířecí skřeky, krákání a štěkot, což symbolizuje to, že jim lidé nerozumí.
Zadok Allen je jediný opravdu starý člověk ve vesnici, je mentálně postižený a neustále opilý. Nevypadá jako většina obyvatel, protože ve městě žil ještě před všemi událostmi. Jako jediný je ochotný mluvit s cizinci, pokud je opilý. Je klíčovou postavou, protože díky němu se čtenář dozví zápletku příběhu.

## Přijetí a interpretace
Lovecraft napsal povídku již v roce 1931, ale s výsledkem nebyl spokojen a dílo vydat neplánoval. August Derleth ji bez jeho vědomí nabídl magazínu Weird Tales, ale editor Farnsworth Wright ji odmítl vydat kvůli její délce, ačkoliv ho příběh fascinoval. Nakonec ji William L. Crawford vydal v listopadu roku 1936 jako samostatnou knihu a jedná se tak o jedinou knihu publikovanou za Lovecraftova života. Příběh jako takový se zdá být varováním před míšením různých ras. Strach z neznámého a odlišného rezonuje celým příběhem a může být chápán jako metafora pro rasismus a xenofobii, opravdu intenzivní pocity ve společnosti Lovecraftovy doby. V povídce si lze všimnout jistých podobností mezi hlavní postavou a samotným autorem. Oba dva volí nejlevnější dopravní prostředky i stravu a tráví opravdu hodně času v knihovnách, aby zjistili co nejvíce informací o místě, které plánují navštívit. Konec povídky, kdy se hlavní postava promění v jednoho z žabo-rybích tvorů a je za to rád, lze tak chápat více způsoby. Může se jednat o snahu sympatizovat a identifikovat se s těmi natolik odlišnými tvory, anebo se může naopak jednat o vyvrcholení hororového efektu povídky. Vzhledem k tomu, že se tvory nesnaží nijakým způsobem alespoň částečně ocenit, například pro jejich inteligenci či odvahu, jak tomu je v některých jeho povídkách, pravděpodobnější se zdá být to druhé vyznění hororového konce povídky.
Knihu lze číst také jako projev obav z industrializace a urbanizace, spojené s masovým přistěhovalectvím do Ameriky, a především do metropolí jako New York nebo Boston. Tato města se pak stala místem vypjatých protikladů: extrémní chudoby a bohatství, kultury a současně zločinu. Zadok Allen s povídce přímo zmiňuje, že Innsmouth byl na tom v době, než se objevili rybí lidé, ekonomicky špatně; a příběh zachycuje hrozbu hospodářské nenasytnosti, ale také nebezpečí kolonizace.
Onni Mustonen upozornil na způsob budování atmosféry prostřednictvím neustálého fyzického ohrožení těla, a to jeho vystavením nepříjemným živlům: vše je vlhké, hnilobné a studené, vypravěč se chvěje chladem, a může se proto stát snadnou obětí jak obyčejné chřipky, tak nadpřirozeného násilí. Čtenář sice neví, jaký je to pocit, když je napaden příšerami, má však pravděpodobně zkušenosti s tím, jaké to je, když musí někde sedět v mokrém oblečení. Alespoň na určité úrovni tedy dokáže s vypravěčem pocity nepohodlí a ohrožení sdílet.